# نفي نابليون إلى سانت هيلينا

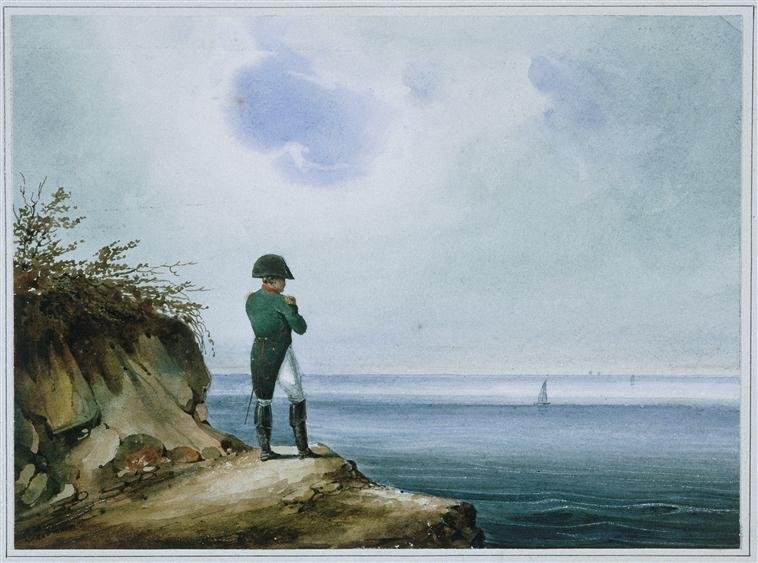
نابليون في سانت هيلينا، فرانز جوزيف ساندمان، ق. 1820

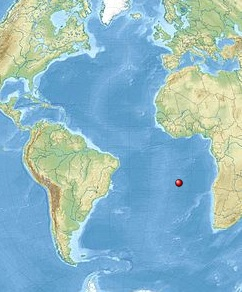
موقع سانت هيلينا.

يشمل نفي نابليون إلى سانت هيلينا السنوات الست الأخيرة من حياة الإمبراطور المخلوع، بدءًا من تنازله عن العرش للمرة الثانية في نهاية المائة يوم، والتي انتهت بهزيمته في معركة واترلو.
عند وصوله إلى روشفور، لم يتمكن نابليون الأول من السفر إلى الولايات المتحدة كما كان يتمنى. قررت الحكومة البريطانية سجنه وترحيله إلى جزيرة سانت هيلينا، الواقعة في قلب المحيط الأطلسي، بهدف ضمان عدم قدرته على "إزعاج السلام العالمي". توفي هناك في 5 مايو/أيار 1821.

## الرحلة النهائية

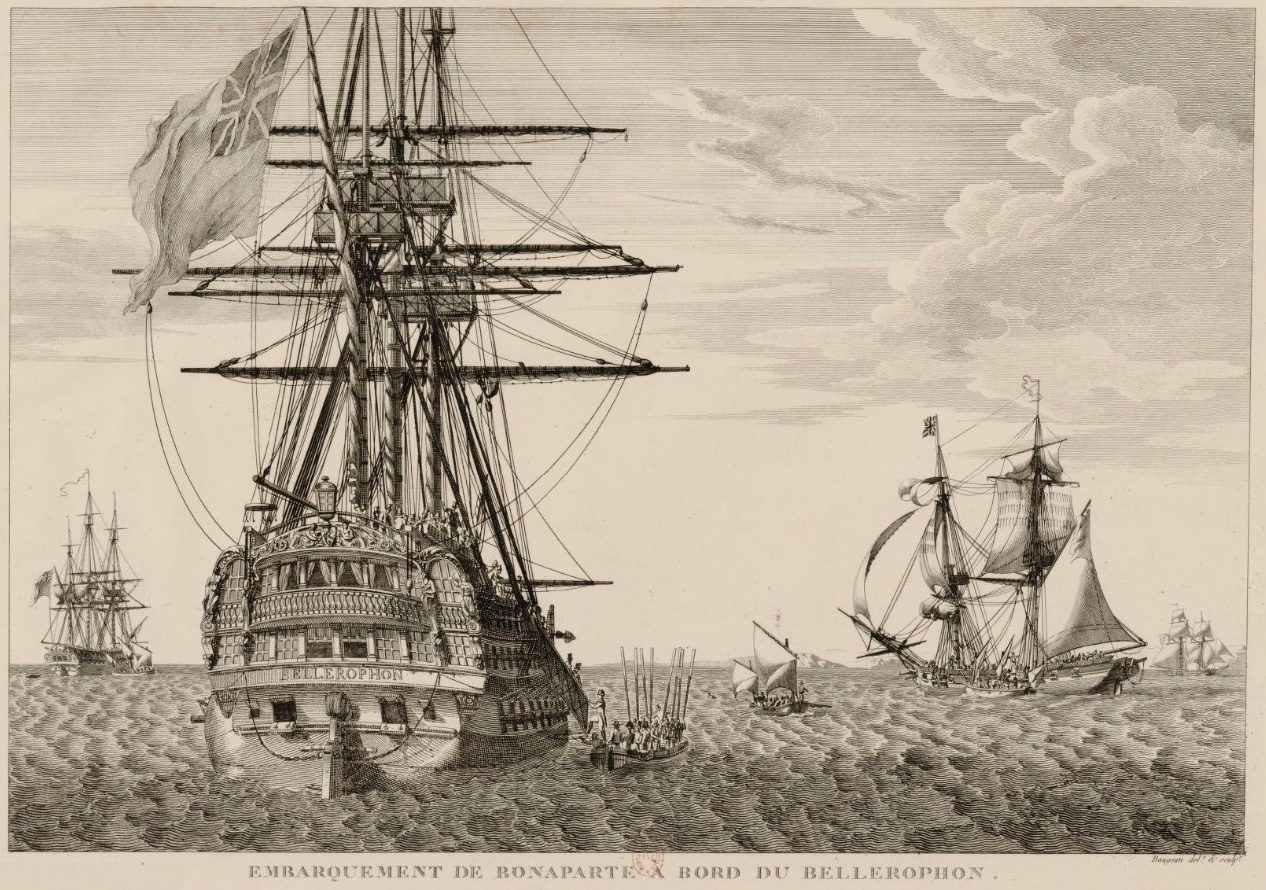
استسلام نابليون للإنجليز وصعوده إلى إحدى سفنهم.

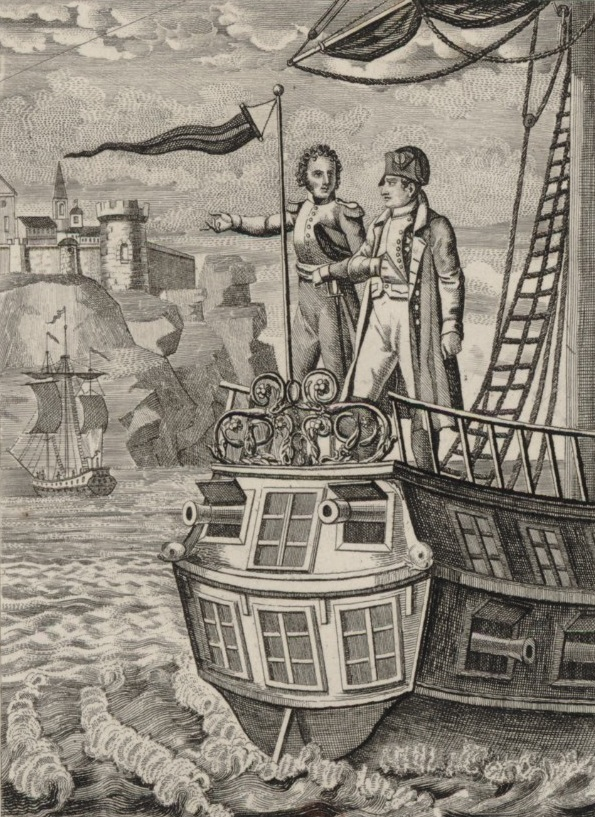
وصول بونابرت إلى جزيرة سانت هيلينا، نقش بواسطة لويس إيف كويفردو.

بعد تنازله عن العرش في 22 يونيو 1815، توجه نابليون إلى ساحل المحيط الأطلسي، حيث رتبت الحكومة الفرنسية، بقيادة فوشيه، إرسال فرقاطتين لتسهيل رحيله إلى أمريكا. ومع ذلك، فإن الحصار الذي فرضه السرب الإنجليزي على منطقة لاروشيل وروشفورت منعه فعليًا من المغادرة.  في 15 يوليو 1815، استسلم نابليون للقوات البريطانية بالقرب من جزيرة إيكس، ثم نُقل بعد ذلك إلى تورباي ثم إلى بليموث على الساحل الجنوبي الغربي لإنجلترا على متن السفينة الحربية <i id="mwNw">بيلروفون</i>. افترض أن الحكومة البريطانية ستسمح له بالإقامة في الريف الإنجليزي.  وبعد أن علم نابليون بترحيله إلى جزيرة سانت هيلينا في 31 يوليو، نقل في 7 أغسطس 1815 إلى سفينة نورثمبرلاند، والتي أخذته في رحلة استغرقت شهرين وأسبوعًا واحدًا.  
وسانت هيلينا جزيرة بركانية تقع على بُعد 1900 كيلومتر (1000 ميل بحري) غرب البر الرئيسي الأفريقي في جنوب المحيط الأطلسي. يبلغ عدد سكانها ما بين 5000 و6000 نسمة تقريبًا، ولا تملك الجزيرة سوى ثلاث نقاط وصول إلى البحر. وقد جعلتها عزلتها ومنحدراتها السوداء شديدة الانحدار، التي يتراوح ارتفاعها بين 200 و300 متر، موقعًا يسهل مراقبته والدفاع عنه. كانت الجزيرة تحت ملكية شركة الهند الشرقية البريطانية وليس الدولة البريطانية، التي اضطرت إلى استئجارها لهذا الغرض.
في 15 أكتوبر 1815، رست السفينة نورثمبرلاند قبالة جزيرة سانت هيلينا.  وفي اليوم التالي، نزل نابليون من السفينة.  وكان من بين الحاضرين هنري جراتيان بيرتراند وزوجته فاني والجنرال جورجو وإيمانويل دي لاس كاسيس والجنرال دي مونثولون وزوجته ألبين ولويس إتيان سان دوني، المعروف أيضًا باسم علي المملوكي؛ ومدير فندقه جان بابتيست سيبرياني خادمه مارشان ؛ ومساعده جان نويل سانتيني. في 17 أكتوبر، أقام نابليون مؤقتًا في جناح برايرز، الذي استضافته عائلة بالكومب، في انتظار إعداد موقع احتجازه الدائم في لونغوود، والذي سيستغرق سبعة أسابيع.  سمحت مدينة لونغوود، الواقعة على هضبة، بمراقبة أسهل ولكنها كانت معرضة باستمرار للرياح التجارية، وغالبًا ما كانت محاطة بالضباب والرطوبة، مع تناوب مفاجئ بين الأمطار الغزيرة والشمس الحارقة. في 10 ديسمبر 1815، استقر نابليون أخيرًا في مقر إقامته الأخير تحت إشراف الحاكم المؤقت، الأدميرال كوكبيرن. 

## العزلة في لونغوود

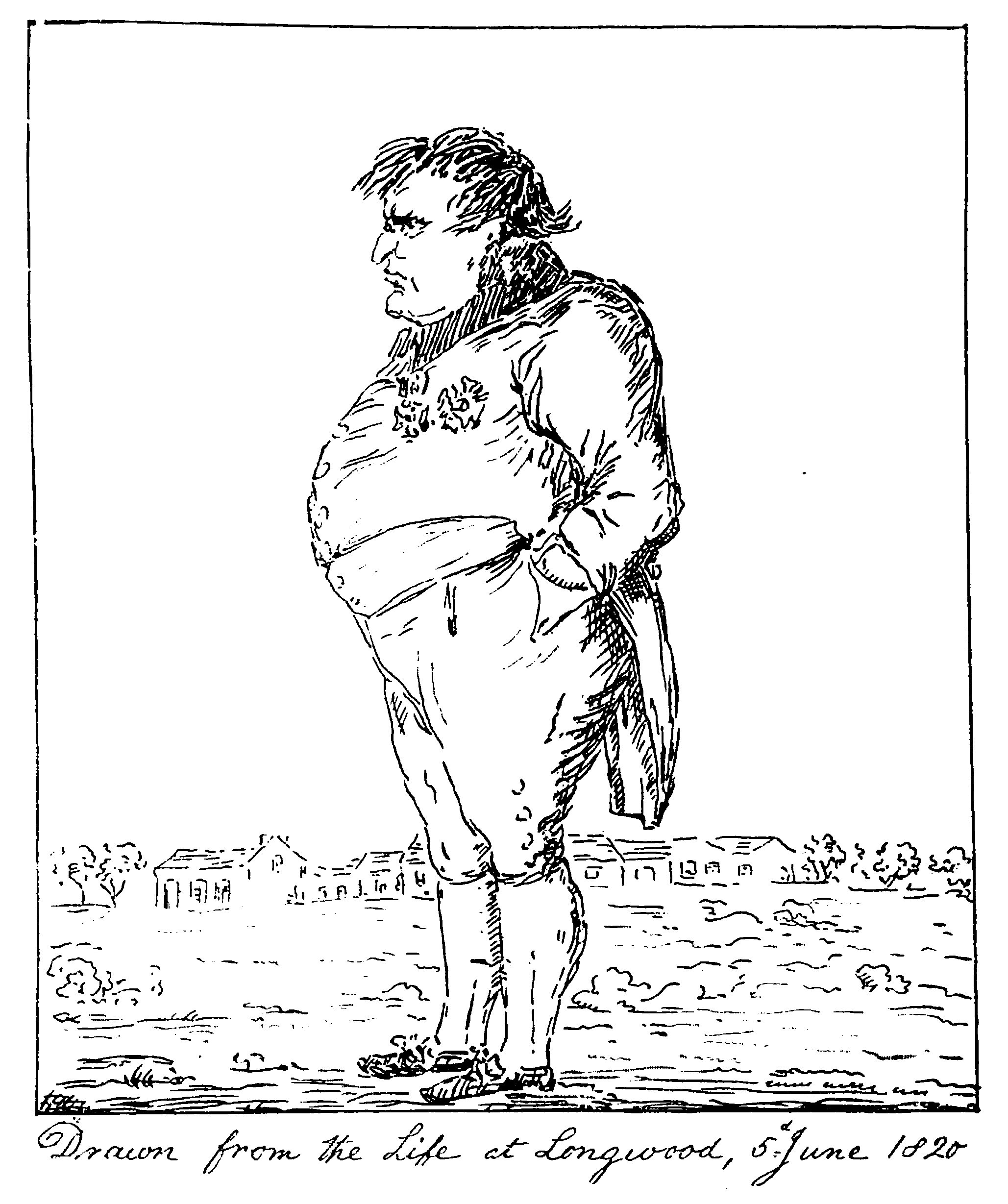
رسم لشخصية نابليون، من رسم مجهول، سمين، في لونغوود، 5 يونيو 1820.

في العاشر من ديسمبر عام 1815، شُيّد مسكن متواضع يشبه بيتًا ريفيًا في منزل لونغوود. كان نابليون تحت مراقبة مستمرة. في البداية، توقع نابليون أن يُعامل كضيف مرموق. لكنه سرعان ما أدرك أن الأمر ليس كذلك، فتعرض لإهانات عديدة على يد هدسون لوي، الحاكم الجديد للجزيرة، الذي التقى به لأول مرة في 17 أبريل 1816. تصاعدت التوترات بين نابليون ولوي. فبموجب تعليمات من الحكومة البريطانية، رفض لوي الاعتراف بنابليون كإمبراطور أو حتى "الجنرال بونابرت". وبدلًا من ذلك، خاطبه باسم نابليون بونابرت، محذوفًا حرف "u" من اسم نابليون الأصلي.
صودرت أسلحته، وفتحت مراسلاته (مما دفع الفرنسيين إلى ابتكار استراتيجيات وتجنيد شركاء لإرسال رسائل غير خاضعة للرقابة)، وتم تقييد حريته في الحركة بشدة. أدى هذا النفي القسري إلى تكثيف الضائقة العاطفية وتسهيل ظهور السلوكيات التخريبية بين أولئك الذين شاركوا ظروفه، مع تفاقم الحرارة والرطوبة القمعية للوضع. فكر الإمبراطور في حياته وحكمه، وأملى مذكراته على رفاقه في سوء الحظ. وفي الوقت نفسه، سعى المسافرون الذين توقفوا في سانت هيلينا بإصرار إلى الحصول على إذن من حراس نابليون لإلقاء نظرة خاطفة على الأسير. في 18 يوليو 1816، وصل مفوضون أجانب إلى الجزيرة، مكلفين بإبلاغ محاكمهم المعنية بالوضع. بحلول نهاية عام 1816، غادر إيمانويل دي لاس كيسيس سانت هيلينا (سينشر لاحقًا "مذكرة سانت هيلينا" في عام 1823).
في الأشهر الأولى من عام 1818، اضطر جورجو إلى مغادرة لونغوود، بعد أن أصبح منفصلاً عن نابليون. وبعد ذلك، في يوليو 1819، عادت عشيقته، السيدة دي مونثولون،  إلى أوروبا مع جميع أطفالها. وبينما كان لونغوود يفرغ تدريجيا، أصبح الجو مليئا بالترقب وشعورا عاما بالخمول. في سبتمبر 1819، وصلت مجموعة صغيرة من الرفاق الجدد، وهم في الغالب من الأفراد الكورسيكيين الذين نقلتهم عائلة بونابرت من إيطاليا، مما أدى إلى تعطيل الرتابة السائدة لفترة وجيزة. ولكن الوافدين الجدد لم يكونوا على قدر توقعات نابليون أو رفاقه الآخرين.
عوامل الملل، وحظر التجوال، والمناخ غير الصحي دفعت نابليون إلى الحد تدريجيا من جولاته، سواء على الأقدام، أو على ظهور الخيل، أو بالعربة. وبعد ذلك انتقل بالكامل إلى لونغوود، حيث طبق الآداب الإمبراطورية وحافظ على مستوى معيشي مرتفع، يقدر بنحو 19 ألف جنيه إسترليني في السنة. وقد تم تخفيض هذا المبلغ لاحقًا إلى النصف من قبل الحاكم.  كان يقضي أغلب وقته في غرفة نومه أو حمامه، بدلاً من مكتبه، مما ساهم في زيادة سمنته. ورغم الظروف، ظل الإمبراطور السابق متمسكاً بإمكانية أن يؤدي التحول في الحكومة البريطانية إلى تسهيل قدرته على الإقامة بسلام في إنجلترا أو الانضمام إلى شقيقه جوزيف في أميركا. وقد شعر بالارتياح بسبب دعم حزب اليمين له، الذي اعتبره خليفة للثورة. علاوة على ذلك، لم يعد يُنظر إليه على أنه يشكل تهديدًا من قبل التحالف المقدس. لكن طموحات نابليون تحطمت في أعقاب مؤتمر إيكس لا شابيل في نوفمبر 1818، عندما قرر الحلفاء احتجازه في الجزيرة حتى وفاته. وعندما علم بهذا القرار، انخفضت معنوياته بشكل كبير. 

## وفاة نابليون

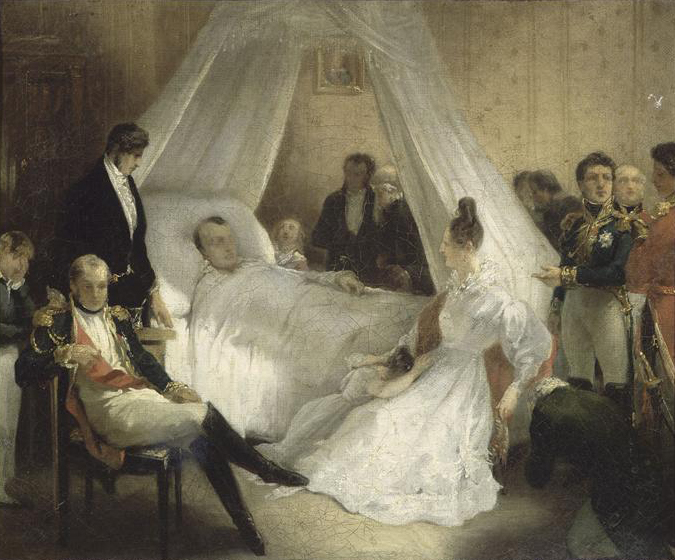
سانت هيلينا - وفاة نابليون. لوحة بريشة ستوبن.

في سنواته الأخيرة، كان نابليون خاملاً إلى حد كبير، على الرغم من أنه احتفظ باهتمام كبير بقراءاته المعتادة. وظل محصوراً في لونغوود لفترة طويلة، امتدت لعدة أشهر. أوصى طبيبه، فرانسوا أنتومارشي، بأن يحصل على المزيد من الهواء النقي، وهو الاقتراح الذي تجاهله نابليون بسبب رأيه السلبي في الطبيب. نُقل عنه قوله: "من حق المرء أن يكون جاهلاً، ولكن ليس من حقه أن يفتقر إلى القلب". استشار أنتومارشي هدسون لوي، الذي رفض حالة نابليون باعتبارها مجرد "مرض دبلوماسي"،  على الرغم من شكاوى الإمبراطور المتكررة من الألم الحاد في جانبه الأيمن. قام أنتومارشي بتشخيص الإمساك البسيط فقط ووصف جرعة عالية من الكالوميل، وهو ملين قوي أدى إلى تفاقم قرحة المعدة الموجودة لدى نابليون.  في الحادي عشر من أبريل عام 1821، بدأ نابليون، وهو طريح الفراش، بإملاء وصيته على الجنرال دي مونثولون.  كما أضاف أيضًا ملحقات تتعلق بأحداث من حياته ظهرت في ذاكرته. واستمرت حالته حتى 27 أبريل، وبعدها دخل في حالة من العذاب. يعاني نابليون من قرحة في المعدة،  ويرفض المساعدة من الأطباء البريطانيين. بعد ثمانية أيام من العذاب، لفظ أنفاسه الأخيرة في 5 مايو 1821، الساعة 5:49 مساءً. وقيل إن كلماته الأخيرة كانت "الجيش"، أو "قائد الجيش"، أو ربما "جوزفين".
كان تشريح الجثة، الذي أجري في 6 مايو 1821، موضوعًا للجدل الكبير منذ ذلك الحين، بسبب تعدد التقارير، الرسمية وغير الرسمية، بما في ذلك ثلاث روايات مميزة على الأقل من الدكتور أنتوماركي وحده.
دفن نابليون في 9 مايو في وادي إبرة الراعي، وفقًا لتعليماته الأخيرة، إذا لم يتم إعادة رفاته إلى أوروبا. لم يُنقش على قبره أي لقب، إذ منع الحاكم لوي ذكر اسم "نابليون" أو "الإمبراطور نابليون". وفي الوقت نفسه، سُجِّلت شهادة وفاته، بشكل مستقل في سجل أبرشية سانت جيمس في جيمستاون، عاصمة سانت هيلينا، في نفس تاريخ "نابليون بونابرت، إمبراطور فرنسا الراحل". 
في عام 1840، بناءً على طلب لويس فيليب الأول وبموافقة البريطانيين، أعيدت رفات نابليون إلى فرنسا بواسطة الأمير دي جوانفيل، نجل الملك لويس فيليب الأول. وهو يرقد الآن في قصر الأنفاليد.  في عام 1940، نقل رفات نابليون الثاني، نجل نابليون الأول، إلى الأنفاليد بناءً على طلب أدولف هتلر. تم التنازل عن لونغوود لفرنسا في عام 1858 من قبل الملكة فيكتوريا تحت حكم نابليون الثالث وهي الآن جزء من الممتلكات الفرنسية في سانت هيلينا.

## فيلم وثائقي
دراما وثائقية بعنوان نابليون، منفي سانت هيلينا مخصصة لنفي نابليون الأول في سانت هيلينا. وهو جزء من برنامج أسرار التاريخ الذي يقدمه ستيفان بيرن. عرض البث، الذي صادف الذكرى المئوية الثانية لوفاة نابليون، على قناة فرانس 3 في 19 أبريل 2021. 
تم تناول المنفى أيضًا في فيلم "نابليون" (1955) للمخرج ساشا غيتري، و "نابليون" (2002) لإيف سيمونو . ركزت العديد من مشاريع الأفلام غير المكتملة بشكل خاص على المنفى: عودة تشارلز شابلن من سانت هيلينا (1937)، أندريه بيرثوميو سانت هيلين (1939)، جان ديلانوي نابليون في سانت هيلين (1960)، جوليان دوفيفييه سانت هيلين (1961) وباتريس شيرو سيد لونغوود أو بيتسي وآخرون الإمبراطور (2009).

## ملحوظات
1. ↑  وقد وثّق العديد من الشهود الرحلة، ولا سيما إيمانويل دي لاس كيسيس في نصب سانت هيلينا التذكاري، ودينزيل إيبتسون، ضابط المفوضية البريطاني المسؤول عن الإمدادات العسكرية، الذي احتفظ بمذكرات ظلت غير منشورة حتى طرحت للبيع في أواخر عام 2010.
2. ↑  خلال فترة نفي نابليون، شهد عدد سكان الجزيرة زيادة ملحوظة، حيث وصل إلى ضعف حجمه الأصلي. كما شهدت حامية سانت هيلينا تقلبات، حيث تراوحت أعدادها بين 1500 و2000 رجل عبر فترات مختلفة.
3. ↑  هناك نسختان من شهادة وفاة نابليون: النسخة الأصلية تنتمي إلى أرشيف سانت هيلينا، ونسخة لاحقة مكتوبة بعناية أكبر معروضة على موقع المكتبة البريطانية في أرشيف لندن.

## فهرس
- Tulard, Jean (1981). Napoléon à Sainte-Hélène [Napoleon on St. Helena] (بالفرنسية). Bouquins.
- Ganière, Paul (1957). Napoléon à Sainte-Hélène [Napoleon on St. Helena] (بالفرنسية). Amiot-Dumont.
- Martineau, Gilbert (1981). Napoléon à Sainte-Hélène 1815-1821 [Napoleon on St. Helena 1815-1821] (بالفرنسية). Éditions Tallandier.
- Kauffmann, Jean-Paul (1997). La Chambre noire de Longwood [Longwood's Dark Room] (بالفرنسية). دار تابل روند للنشر [الإنجليزية].
- Boudon, Jacques-Olivier (2000). Napoléon à Sainte-Hélène : de l'exil à la légende [Napoleon on St. Helena: from exile to legend] (بالفرنسية). Éditions Fides.
- Chevallier, Bernard; Dancoisne-Martineau, Michel; Lentz, Thierry (2005). Napoléon à Sainte-Hélène : daSainte-Hélène. Île de mémoiree l'exil à la légende [Sainte-Hélène. Island of memory] (بالفرنسية). Fayard. ISBN:978-2213626451.
- Dancoisne-Martineau, Michel (2011). Chroniques de Sainte-Hélène : Atlantique sud [Saint Helena Chronicles: South Atlantic] (بالفرنسية). Perrin.
- Dumont, Hervé. Napoléon, l'épopée en 1000 films : Cinéma et Télévision de 1897 à 2015 [Napoleon, the epic in 1000 films: Cinema and Television from 1897 to 2015] (بالفرنسية).
- Vial, Charles-Éloi (2018). Napoléon à Sainte-Hélène : l'encre de l'exil [Napoleon on St. Helena: the ink of exile] (بالفرنسية). Paris: Perrin. ISBN:978-2-262-06680-2.
- Branda, Pierre (2021). Napoléon à Sainte-Hélène [Napoleon on St. Helena] (بالفرنسية). Paris: Perrin. ISBN:978-2-262-06995-7.
- Jourquin, Jacques (2021). La dernière passion de Napoléon. La bibliothèque de Saint-Hélène [Napoleon's last passion. The Saint-Helena library] (بالفرنسية). Passés / Composés. ISBN:978-2-379-33732-1.

## روابط خارجية
- "Le journal inédit de Denzil Ibbetson" [The unpublished diary of Denzil Ibbetson] (بالفرنسية). Archived from the original on 2024-08-19.
- "Chronologie illustrée de la captivité de Napoléon à Sainte-Hélène" [Illustrated chronology of Napoleon's captivity on St. Helena] (بالفرنسية). Archived from the original on 2024-08-19.
- "Le site des domaines nationaux de Sainte Hélène" [Saint Helena National Estate website] (بالفرنسية). Archived from the original on 2018-08-17.